# إدواردو راموس مارتينز
إدواردو راموس مارتينز (بالبرتغالية: Eduardo Ramos Martins) (25 مارس 1986 في البرازيل - ) هو لاعب كرة قدم برازيلي في مركز الوسط. لعب مع غريميو بورتو أليغرينزي ونادي جوينفيل ونادي ساو كايتانو ونادي سبورت ريسيفه ونادي غوياس ونادي فيتوريا ونادي كورينثيانز ونادي غريميو بارويري ونادي بايساندو ‏ وS.F.K. Pierikos (football) ‏ ونادي ريمو ونادي أنابوليس ‏ ونادي ناوتيكو.

## وصلات خارجية
- إدواردو راموس مارتينز على موقع قاعدة بيانات كرة القدم.إي يو (الإنجليزية)
- إدواردو راموس مارتينز على موقع Soccerway.com (الإنجليزية)